# Acacia celsa
Acacia celsa är en ärtväxtart som beskrevs av Mary Douglas Tindale. Acacia celsa ingår i släktet akacior, och familjen ärtväxter. Inga underarter finns listade i Catalogue of Life.